# Chlorospatha feuersteiniae
Chlorospatha feuersteiniae är en kallaväxtart som först beskrevs av Thomas Bernard Croat och Josef Bogner, och fick sitt nu gällande namn av Josef Bogner och L.P.Hannon. Chlorospatha feuersteiniae ingår i släktet Chlorospatha och familjen kallaväxter. Inga underarter finns listade.